# Silene herbilegorum
Silene herbilegorum là loài thực vật có hoa thuộc họ Cẩm chướng. Loài này được (Bocquet) Lidén & Oxelman mô tả khoa học đầu tiên năm 2001.